# Christopher Samba
Veijeany Christopher Samba (ur. 28 marca 1984 w Créteil) – kongijski piłkarz grający na pozycji środkowego obrońcy. Posiada także obywatelstwo francuskie. Były reprezentant Kongo.

## Kariera klubowa
Rodzice Samby pochodzą z Konga, ale on sam urodził się w mieście Créteil, leżącym na przedmieściach Paryża. Piłkarską karierę rozpoczął w klubie FC Rouen, gdzie występował w młodzieżowych drużynach. W 2002 roku trafił do CS Sedan i przez rok występował w amatorskich rezerwach by w 2003 roku podpisać profesjonalny kontrakt z pierwszą drużyną. W Ligue 2 w barwach Sedanu rozegrał tylko 3 spotkania, a w 2004 roku przeszedł do niemieckiej Herthy BSC. Kolejny rok spędził w rezerwach tego klubu, a w 2005 roku został włączony do kadry pierwszego zespołu. 27 sierpnia zadebiutował w Bundeslidze w przegranym 0:3 wyjazdowym spotkaniu z Bayernem Monachium (w 70. minucie meczu zastąpił Kevina-Prince'a Boatenga). Przez półtora roku pobytu w Berlinie od czasu debiutu w pierwszym zespole zaliczył 20 spotkań.
25 stycznia 2007 roku Samba podpisał kontrakt z angielskim Blackburn Rovers, do którego ściągnął go za 400 tysięcy funtów menedżer tego zespołu Mark Hughes. W zespole Rovers Kongijczyk zadebiutował w spotkaniu 4. rundy Pucharu Anglii z Luton Town (zmienił Ryana Nelsena). Natomiast swój pierwszy mecz w Premiership zaliczył 31 stycznia, a Blackburn uległo na wyjeździe Chelsea F.C. 0:3. 17 marca zdobył pierwszego gola na angielskich boiskach w spotkaniu z West Ham United (1:2). W sezonie 2007/2008 stał się podstawowym zawodnikiem zespołu i przedłużył kontrakt do 2012 roku.
24 lutego 2012 roku podpisał kontrakt z rosyjskim zespołem, Anży Machaczkałą. Kwota transferu wynosiła 12 milionów funtów.
31 stycznia 2013 roku Samba zdecydował się na odejście z Anży Machaczkała do angielskiego Queens Park Rangers.
Po tym jak angielski klub spadł z Premier League Samba postanowił odejść i powrócił do Anży. Rosjanie zapłacili za niego po raz kolejny 12 mln funtów. Po rozegraniu 5 meczów w Anży odszedł do Dynama Moskwa. W 2016 trafił do Panathinaikosu.
| Sezon   | Klub                | Kraj    | Rozgrywki          | Mecze | Bramki |
| ------- | ------------------- | ------- | ------------------ | ----- | ------ |
| 2002/03 | CS Sedan B          | Francja | CFA                | 26    | 0      |
| 2003/04 | CS Sedan            | Francja | Ligue 2            | 3     | 0      |
| 2004/05 | Hertha BSC amat.    | Niemcy  | Regionalliga       | 16    | 3      |
| 2005/06 | Hertha BSC amat.    | Niemcy  | Regionalliga       | 12    | 1      |
| 2005/06 | Hertha BSC          | Niemcy  | Bundesliga         | 12    | 0      |
| 2006/07 | Hertha BSC          | Niemcy  | Bundesliga         | 8     | 0      |
| 2006/07 | Blackburn Rovers    | Anglia  | Premier League     | 14    | 2      |
| 2007/08 | Blackburn Rovers    | Anglia  | Premier League     | 33    | 2      |
| 2008/09 | Blackburn Rovers    | Anglia  | Premier League     | 35    | 2      |
| 2009/10 | Blackburn Rovers    | Anglia  | Premier League     | 30    | 4      |
| 2010/11 | Blackburn Rovers    | Anglia  | Premier League     | 33    | 4      |
| 2011/12 | Blackburn Rovers    | Anglia  | Premier League     | 16    | 2      |
| 2011/12 | Anży Machaczkała    | Rosja   | Priemjer-Liga      | 10    | 1      |
| 2012/13 | Anży Machaczkała    | Rosja   | Priemjer-Liga      | 17    | 2      |
| 2012/13 | Queens Park Rangers | Anglia  | Premier League     | 10    | 0      |
| 2013/14 | Anży Machaczkała    | Rosja   | Priemjer-Liga      | 5     | 1      |
| 2013/14 | Dinamo Moskwa       | Rosja   | Priemjer-Liga      | 10    | 2      |
| 2014/15 | Dinamo Moskwa       | Rosja   | Priemjer-Liga      | 24    | 4      |
| 2015/16 | Dinamo Moskwa       | Rosja   | Priemjer-Liga      | 4     | 0      |
| 2016/17 | Panathinaikos AO    | Grecja  | Superleague Ellada | 2     | 0      |
| 2017/18 | Aston Villa F.C.    | Anglia  | Championship       | 12    | 1      |

## Kariera reprezentacyjna
W reprezentacji Konga Samba zadebiutował w 2004 roku. Od czasu debiutu stał się podstawowym zawodnikiem zespołu i jest obecnie jednym z jego filarów.